# Versalles (Buenos Aires)
Pour les articles homonymes, voir Versalles.
Versalles, aussi connu sous le nom de Versailles emprunté au Palais de Versailles à Paris, est un des plus petits « barrios » ou quartiers situé à l’ouest de la ville de Buenos Aires, capitale de la République Argentine. Le quartier est délimité par l’Avenue du Général Paz à l’ouest, Irigoyen à l’est, Juan B. Justo au sud et Nogoya au nord. Versalles fait partie de la Commune 10 de la ville, avec d'autres quartiers comme Villa Real, Monte Castro, Floresta, Vélez Sarsfield et Villa Luro. 
Le quartier est délimité par d'autres « barrios » de la capitale comme Liniers, Monte Castro, Villa Luro, Villa Real ainsi que la localité Ciudadela du Gran Buenos Aires (Banlieue de Buenos Aires) à l’ouest.

## Chiffres
- Recensement 2001 :
  - Population : total : 14 178 (hommes 6 621; femmes 7 557)
  - Superficie : 1,5 km2 (densité 9 452 hab/km2)